# Biatorbágy
Biatorbágy ([ˈbi.ɒˌtoɾ.baːɟ]) est une ville et une commune du comitat de Pest en Hongrie, résultant de la fusion en 1966 des communes de Bia et Torbágy, qui avaient déjà été fusionnées en 1950 puis séparées en 1958.

## Histoire
Le 12 septembre 1931, une charge de mélinite posée par Sylvestre Matuska (en), activiste anticapitaliste dit « le dérailleur de trains » fait sauter le viaduc ferroviaire (aujourd'hui désaffecté mais conservé comme monument historique), précipitant dans le vide le train Budapest-Vienne-Paris. L'attentat fait vingt-cinq morts et une quinzaine de blessés.

## Personnalités liées à la commune
- Simon Hantaï, né Simon Handl à Bia le 7 décembre 1922 et mort le 12 septembre 2008 à Paris, peintre français d'origine hongroise.

## Jumelages
La ville de Biatorbágy est jumelée avec :
- Velyka Dobron (en) (Ukraine)
- Dolný Štál (Slovaquie)
- Herbrechtingen (Allemagne)
- Remetea (ro) (Roumanie)
- Kiti (en) (Chypre)